# クアラルンプール駅
クアラルンプール駅（クアラルンプールえき、マレー語: Stesen Kuala Lumpur）はマレーシアのクアラルンプールにある、マレー鉄道の駅｡

## 概要
1886年開業のクアラルンプール市内最古の駅である。現在の駅舎は海峡植民地時代の1910年に建設されたインド・イスラム様式の優雅な建物で、観光名所の1つとなっている。リヴァプール出身の若手建築家アーサー・ベニソン・ハバックが設計を担当した。当時、英領インドや英領マラヤ在住のイギリス人建築家の間ではミナレットやドーム天井などのモスクの建築様式と西洋の建築様式を融合する手法がよく使われていて、スルタン・アブドゥル・サマド・ビルなどもこれに該当する。
長年、クアラルンプール中央駅として機能していたが、2001年にKLセントラル駅が当駅の南方に開業し、その使命を終えた。クアラ・ルンプール発着の長距離列車（KTMインターシティ）は当駅を通過し、KLセントラル駅に停車するようになった。ただし、イースタン＆オリエンタル・エクスプレスは当駅に停車し、KLセントラル駅は通過する。
しかし、2008年12月から運行開始された「イポー - KLシャトル・トレイン」が停車するほか、一部のKTMインターシティが停車するようになった。
このほか、KTMコミューターのスレンバン線とポート・クラン線の電車が停車する。
ラピドKLのパサール・スニ駅と、徒歩での乗り換えが案内されている。

## 歴史
- 1886年9月15日 - 駅開業。（クアラルンプール - スンガイ・クラン間開業による）
- 1910年8月1日 - 現駅舎が完成。
- 1983年4月14日 - 歴史的建造物に指定。
- 1995年8月14日 - マレー鉄道電化、KTMコミューター運行開始。
- 2001年4月16日 - クアラルンプール・セントラル駅が開業し、中心駅の機能を明け渡した。

## 駅構造

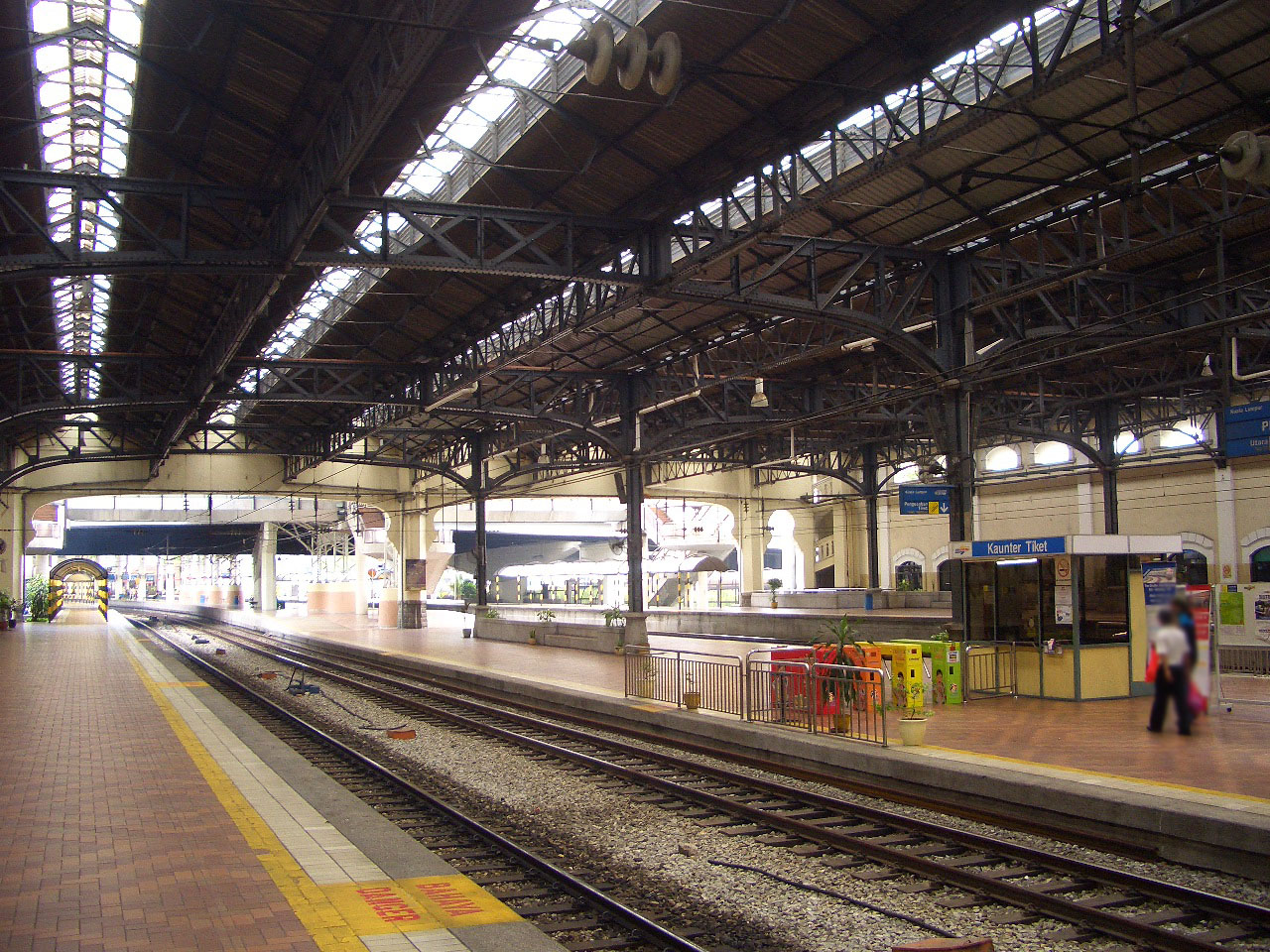
プラットホーム

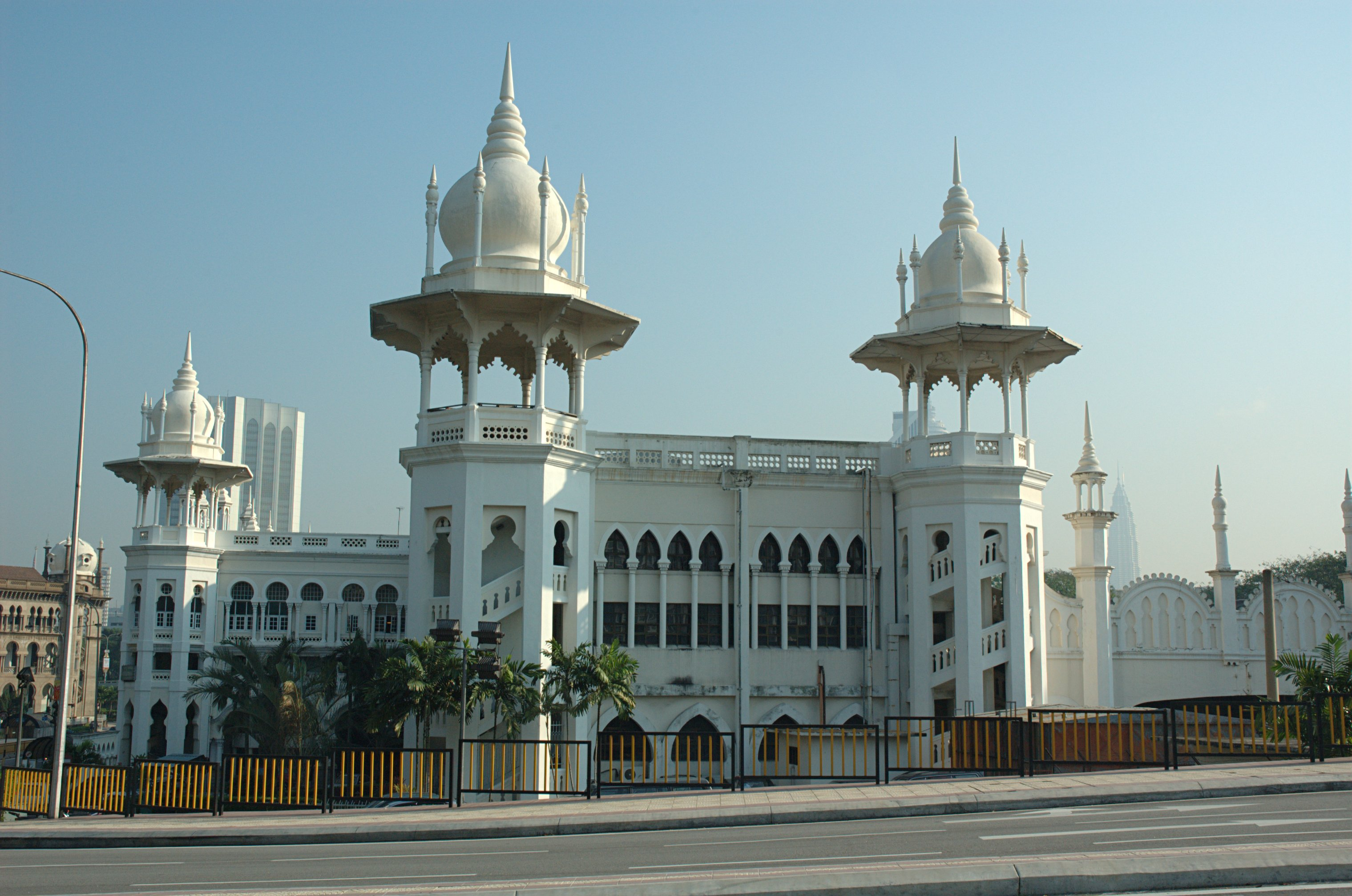
側面から

相対式ホーム2面2線（1・4番ホーム）の間に島式ホーム1面2線（2・3番ホーム）を挟む、合計3面4線の地上駅である。地平駅舎は西側にあり1番ホームに面している。
地平駅舎の他にホーム北端付近に小規模な橋上駅舎があり、こちらからラピドKLのパサール・スニ駅への連絡通路が設けられている。
駅舎の2階、3階部分は1910年以来ヘリテージ・ステーション・ホテル・クアラルンプールが入居しており現在も営業している。
| 1・2（上り） | ETS                | イポー、バターワース、パダン・ブサール方面       |
| 1・2（上り） | 1 スレンバン線     | バトゥ・ケーブス方面                             |
| 1・2（上り） | 2 ポート・クラン線 | スンガイ・ブロー、タンジュン・マリム方面         |
| 3・4（下り） | ETS                | KLセントラル、タンピン、グマス方面               |
| 3・4（下り） | 1 スレンバン線     | KLセントラル、カジャン、タンピン方面             |
| 3・4（下り） | 2 ポート・クラン線 | KLセントラル、スバン・ジャヤ、ポート・クラン方面 |

## 駅周辺
- マレーシア鉄道公社 本社ビル

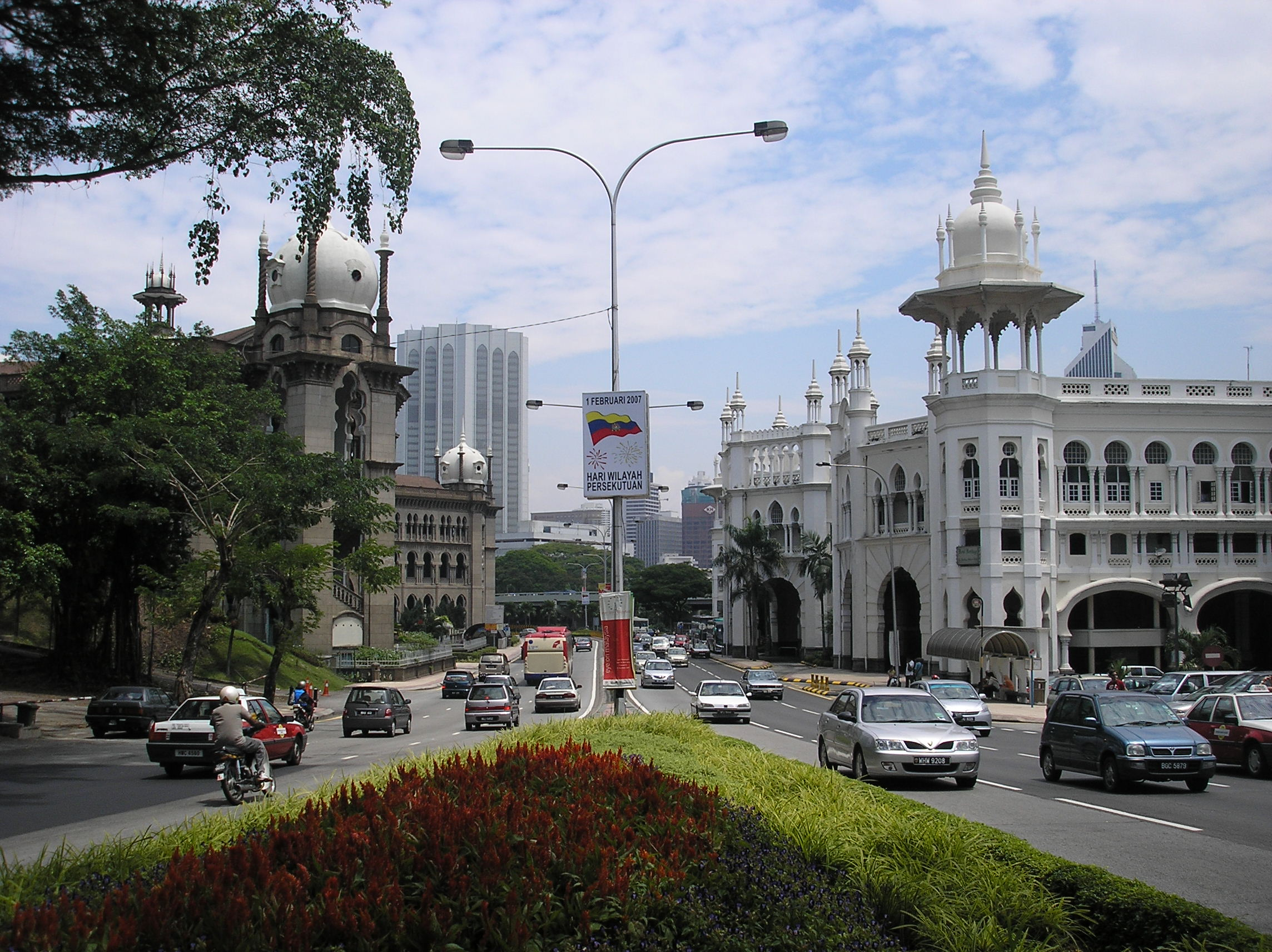
道路を挟んで向かい側には鉄道公社の建物がある

- リテージ・ステーション・ホテル・クアラルンプール (The Heritage Station Hotel Kuala Lumpur)
- ホテル・マジェスティック（英語版）
- マスジッド・ネガラ（国立モスク）
- イスラム美術館（マレー語版、英語版）
- マレーシア国立プラネタリウム（マレー語版、英語版）
- トゥン・アブドゥル・ラザク記念館（マレー語版）
- クアラ・ルンプール中央郵便局
- クラン川
- ラピドKLパサール・スニ駅
- コンプレックス・ダヤブミ
- セントラル・マーケット

## 隣の駅
マレー鉄道
■ウエスト・コースト線（KTMインターシティ）
ETSプラチナム（ETS Platinum）
スンガイ・ブロー駅 - クアラルンプール駅 - KLセントラル駅
ETSゴールド（ETS Gold）
スンガイ・ブロー駅/クポン・セントラル駅 - クアラルンプール駅 - KLセントラル駅
ETSシルバー（ETS Silver）
クポン・セントラル駅 - クアラルンプール駅 - KLセントラル駅
1 スレンバン線・2 ポート・クラン線（KTMコミューター）
バンク・ネガラ駅 (KA03) - クアラルンプール駅 (KA02) - KLセントラル駅 (KA01)